# Alto de Sierra Este (Nueve de Julio)
Alto de Sierra es una localidad del Departamento Nueve de Julio, de la provincia de San Juan, Argentina.

## Población
Forma parte del aglomerado del Gran San Juan. Cuenta con incremento del 94,2% frente a los 7851 habitantes (Indec, 2001). Actualmente la concentración de población es del 14753 siendo el 50% ocupada por la colonia ítalo/española ganday.

## Sismicidad
La sismicidad del área de Cuyo (centro oeste de Argentina) es frecuente y de intensidad baja, y un silencio sísmico de terremotos medios a graves cada 20 años en distintas áreas aleatorias.

### Terremoto de Caucete 1977
El 23 de noviembre de 1977, la región fue asolada por un terremoto y que dejó como saldo lamentable algunas víctimas, y un porcentaje importante de daños materiales en edificaciones.
El Día de la Defensa Civil fue asignado por un decreto recordando el sismo que destruyó la ciudad de Caucete el 23 de noviembre de 1977, con más de 40.000 víctimas sin hogar. No quedaron registros de fallas en tierra, y lo más notable efecto del terremoto fue la extensa área de licuefacción (posiblemente miles de km²).
El efecto más dramático de la licuefacción se observó en la ciudad, a 70 km del epicentro: se vieron grandes cantidades de arena en las fisuras de hasta 1 m de ancho y más de 2 m de profundidad. En algunas de las casas sobre esas fisuras, el terreno quedó cubierto de más de 1 dm de arena.

#### Sismo de 1861
Aunque dicha actividad geológica ocurre desde épocas prehistóricas, el terremoto del 20 de marzo de 1861 señaló un hito importante dentro de la historia de eventos sísmicos argentinos ya que fue el más fuerte registrado y documentado en el país. A partir del mismo la política de los sucesivos gobiernos mendocinos y municipales han ido extremando cuidados y restringiendo los códigos de construcción. Y con el terremoto de San Juan de 1944 del 15 de enero de 1944 (81 años) el gobierno sanjuanino tomó estado de la enorme gravedad sísmica de la región.